# Solaneae

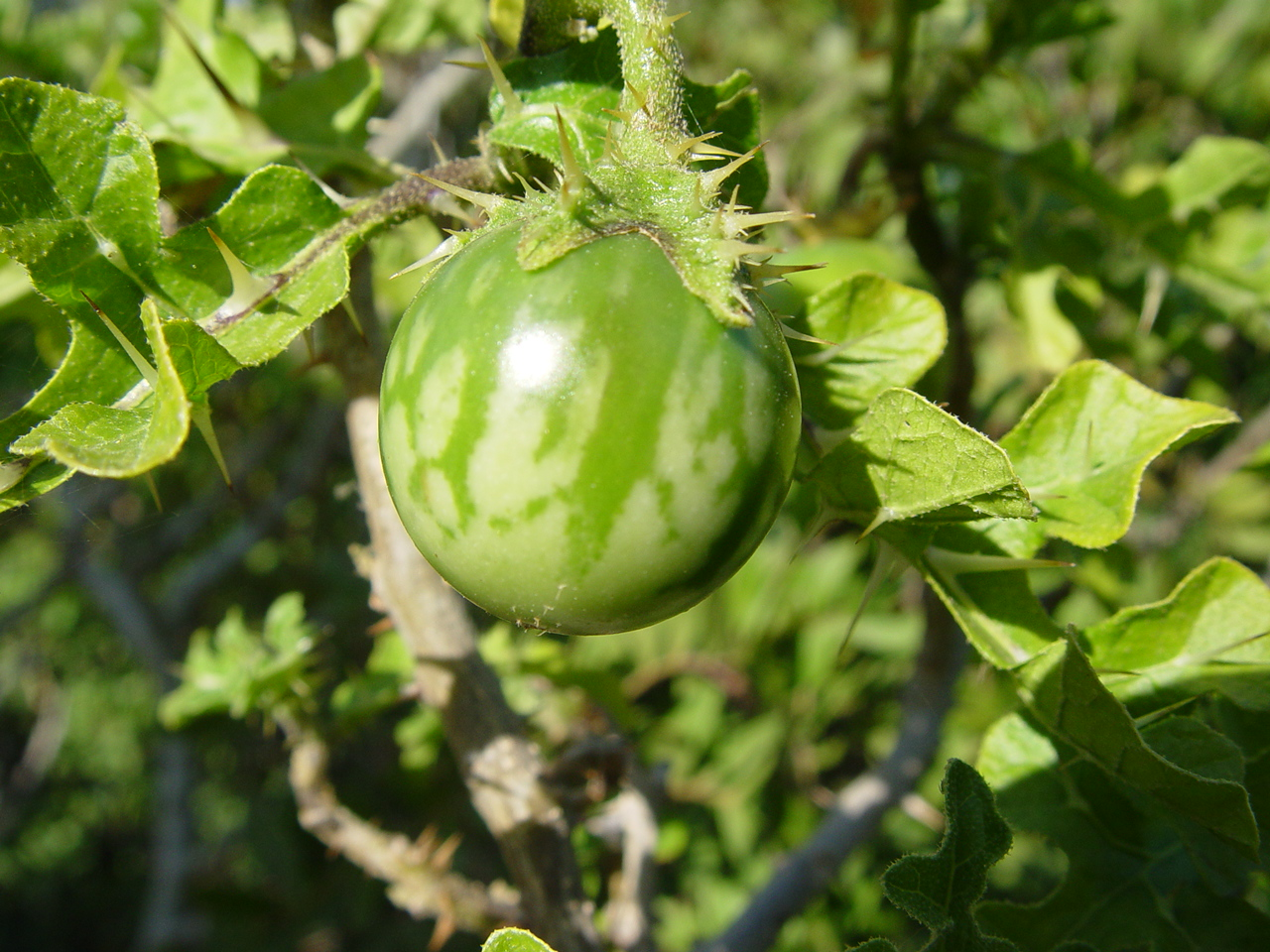
Solanum

Solaneae, na classificação taxonômica de Jussieu (1789), é uma ordem botânica da classe Dicotyledones, Monoclinae (flores hermafroditas ), Monopetalae ( uma pétala), com  corola hipogínica (quando a corola se insere abaixo do nível do ovário).
- Celsia, Verbascum, Hyoscyamus, Nicotiana, Datura, Triguera, Jaborosa, Mandragora, Atropa, Nicandra, Physalis, Aquartia, Solanum, Capsicum, Lycium, Cestrum, Bontia, Brunfelsia, Crescentia.